# Тошинобу Кацуја
Тошинобу Кацуја (јап. 勝矢 寿延; 2. септембар 1961) бивши је јапански фудбалер.

## Каријера
Током каријере је играо за Хонда, Јокохама Маринос, Џубило Ивата и Серезо Осака.

## Репрезентација
За репрезентацију Јапана дебитовао је 1985. године. За тај тим је одиграо 27 утакмица.

## Статистика
| Јапан  | Јапан   | Јапан  |
| Година | Наступи | Голови |
| ------ | ------- | ------ |
| 1985.  | 2       | 0      |
| 1986.  | 4       | 0      |
| 1987.  | 6       | 0      |
| 1988.  | 0       | 0      |
| 1989.  | 0       | 0      |
| 1990.  | 0       | 0      |
| 1991.  | 0       | 0      |
| 1992.  | 9       | 0      |
| 1993.  | 6       | 0      |
| Укупно | 27      | 0      |